# Jaroslav Lančík
Jaroslav Lančík (13. května 1921 Přerov – 2. července 1941 Lower Park Farm) byl český palubní střelec 311. československé bombardovací perutě padlý v druhé světové válce.

## Život
Jaroslav Lančík se narodil 13. května 1921 v Přerově v rodině Františka Lančíka, komunálního politika, a Hermíně rozené Dvořákové. Vystudoval přerovskou obchodní školu. Jeho otec se v roce 1938 stal starostou Přerova, funkci musel opustit po německé okupaci v březnu 1939. V září téhož roku spustili nacisté preventivní zatýkací Akci Albrecht I., v jejímž sítě měl jeho otec uváznout. Byl ale varován svými německými známými a tak oba uprchli z protektorátu přes Slovensko, Maďarsko a Jugoslávii do francouzského Agde, kde se přihlásili do československé armády v zahraničí. Jaroslav Lančík u sebe nesl i šifrovací klíč a seznam vlnových délek dvou vysílaček přerovských odbojářů, které v Agde 8. března 1940 odevzdal. Po porážce Francie se přesunul do Velké Británie a stal se příslušníkem 311. československé bombardovací perutě a vyškolen na radiooperátora a palubního střelce. Dosáhl hodnosti četaře. Dne 2. července 1941 se jako nováček na pozici zadního střelce letounu Vickers Wellington Mk. IC R1516 KX-U vracel z bombardování Cherbourgu. Stroj byl poškozený a proto zaostal za formací, což společně s poruchou vysílače identifikujícího vlastní letadla zmátlo britskou obranu, která na něj navedla nočního stíhače. Tím byl velitel 604. noční stíhací perutě RAF Charles Henry Appleton na stroji Bristol Beaufighter a ten se nemýlil. Letoun explodoval a společně s Jaroslavem Lančíkem v něm uhořeli Adolf Dolejš, Richard Hapala, Oldřich Helma, Jaroslav Petrucha a Antonín Plocek. Ostatky Jaroslava Lančíka identifikoval jeho otec, nechal je 7. července zpopelnit v krematoriu v Salisbury a po skončení druhé světové války dopravil a pohřbil v rodinném hrobě v Hulíně.

## Rodina
Matka Jaroslava Lančíka Hermína Lančíková jakož i sestra Eva, tety Věra Dvořáková a Marie Dřevojánková se strýcem Josefem Dřevojánkem spolupracovali při podpoře příslušníků sovětských výsadků, za což byli během června 1942 popraveni na brněnských Kounicových kolejích.

## Posmrtná ocenění
- Jaroslav Lančík byl in memoriam povýšen do hodnosti podplukovníka
- Po rodině Lančíkových je pojmenována jedna z přerovských ulic.